# Макмиллан, Иэн
Джон Ливингстон «Иэн» Макмиллан (англ. John Livingstone McMillan; 18 марта 1931, Эрдри, Ланаркшир — 16 февраля 2024) — шотландский футболист, нападающий.

## Клубная карьера
Макмиллан начал свою карьеру в местном клубе Эйрдрионианс в 1948 году, где впоследствии стал одним из лучших игроков. Он забил 102 гола в 249 матчах чемпионата.
Макмиллан играл в «Рейнджерс» с 1958 по 1964 год, проведя 127 матчей, включая финал Кубка европейских чемпионов 1961 года. «Рейнджерс» проиграли в том матче с «Фиорентиной», но в остальном его выступление было очень успешным, в его активе было четыре титула чемпиона Шотландии, три медали обладателя Кубка Шотландии и две из Кубка Шотландской лиги.
Он вернулся в «Эйрдрионианс» в 1964 году, где оставался два года, хотя и страдал от травм.
Скончался 16 февраля 2024 года на 93-м году жизни.

## Карьера в сборной
В период с 1952 по 1961 год он шесть раз выступал за национальную сборную Шотландии, забив дважды — оба гола в ворота Соединённых Штатов в апреле 1952 года. Макмиллан был в составе сборной Шотландии из 22 человек на чемпионате мира 1954 года, но ШФА решила вывести в финал только 13 человек из группы, при этом Макмиллан остался дома в резерве с такими игроками, как Бобби Комб и Джимми Биннинг.